# Storslalom
Storslalom er en disciplin i alpint skiløb og alpint snowboarding. Den involverer skiløb mellem et sæt af opsatte porte placeret med større afstande end i slalom, men mindre afstande end i super-G.
Storslalom og slalom udgør de tekniske discipliner i alpint skiløb. Dermed adskiller disciplinerne sig fra super-G og styrtløb, som er baserede på fart. De tekniske discipliner afholdes normalt med to gennemløb på forskellige pister.

## Bane
Højdeforskellen for en storslalombane bør være på 250-450 meter for mænd og 250-400 meter for kvinder. Antallet af porte er 56-70 for mænd og 46-58 for kvinder. Retningen svinger mellem 11-15 % for voksne og 13-15 % for børn. På en 300 meter højdeforskel bør der være mellem 33 og 45 retningsskift.

## Hastighed
Til trods for at det ikke er det hurtigste skidisciplin, så kan dygtige storslalomløbere i gennemsnit nå op på omkring 80 km/t. I super-G kan nås en fart på ca. 125 km/t, mens gennemsnitsfarten i slalom ligger omkring 40 km/t.

## Udstyr
Storslalomski er kortere end super-G- og styrtløbsski, men længere end slalomski.

## Historie
Den første storslalomkonkurrence blev afholdt af Guenther Langes i 1935 på Marmolada i Dolomitterne i Italien.
Storslalom blev for første gang i FIS Alpine World Ski Championships sammenhæng afholdt ved FIS Alpine World Ski Championships 1950 i Aspen i Colorado. Disciplinen fik sin OL-debut ved vinter-OL 1952 i Oslo og været med lige siden.
Da disciplinen blev introduceret erstattede den kortvarigt alpinski kombineret ved verdensmesterskaberne, men den kom tilbage ved verdensmesterskabet i 1954 i Åre. Kombineret alpinski kom ikke tilbage på det olympiske program før ved vinter-OL 1988 nær Calgary.